# Nelson Henriques
Nelson Henriques (Luanda, 2 ottobre 1986) è un canoista angolano.

## Biografia
Ha vinto la medaglia d'argento ai Giochi panafricani di Maputo 2011 nel C2 1000 metri, con il connazionale Fortunato Luis Pacavira.
Ha rappresentato la Angola ai Giochi olimpici di Londra 2012 gareggiando nel concorso del C2 1000 metri, in coppia con Fortunato Luis Pacavira, e quello del C1 200 metri.

## Palmarès
- Giochi panafricani

Maputo 2011: argento nel C2 1000 metri